# Baby (Clean Bandit)
Baby è un singolo del gruppo musicale britannico Clean Bandit, pubblicato il 2 novembre 2018 come sesto estratto dal secondo album in studio What Is Love?.
Il singolo ha visto la partecipazione alla parte vocale della cantante britannica Marina and the Diamonds e del cantante portoricano Luis Fonsi.

## Descrizione
Il brano è cantato in lingua anglo-spagnola.

## Video musicale
Il video musicale è stato pubblicato il 2 novembre 2018 sul canale YouTube del gruppo.